# Jardin botanique du Val d'Yser
Le Jardin botanique du Val d'Yser est un jardin botanique situé 1, rue du Perroquet Vert, à Bambecque, dans le département du Nord, en France.
Le jardin a ouvert en 2000 sur un champ agricole, et fut organisé selon quatre sections asymétriques. En 2006, on comptait plus de 830 taxons de plantes identifiées, et plus de 900 en 2007.